# Александър Александров (футболист, р. 1993)
Александър Александров е български футболист, играл за Славия (София) и Миньор (Перник).

## Биография
Роден е на 10 ноемвври 1993 година. Играе като полузащитник. През 2015 г. подписва с ЦСКА (София). В края на май 2016 г. е освободен от ЦСКА.
През юни 2016 г. заедно с Костадин Хазуров подписват с Нефтохимик (Бургас).

## Отличия
- Купа на България – 1 път носител (2016) с ЦСКА (София)
- Шампион на Югозападна В група с ЦСКА (София) през 2015/2016 г.